# Endromarmata lutipalpis
Endromarmata lutipalpis är en fjärilsart som beskrevs av Edward Meyrick 1922. Endromarmata lutipalpis ingår i släktet Endromarmata och familjen äkta malar.
Artens utbredningsområde är Senegal. Inga underarter finns listade i Catalogue of Life.